# 머벌리 루케바
메르베유 루케바(Merveille Lukeba, 1990년 3월 30일 ~ )는 잉글랜드의 배우이다. 《스킨스》에서 토머스 토몬 역으로 잘 알려져 있다.